# Младост (хижа в област Търговище)
Вижте пояснителната страница за други значения на Младост.
Хижа „Младост“ се намира в община Търговище.
Попада в Преславската планина, местността Никола Симов-Куруто, североизточно от връх Младост, на 618 метра н.м.
Най-близо е село Пролаз. До нея може да се стигне по асфалтиран път от селата Стража и Черковна. Хижата се стопанисва от местното туристическо дружество „Никола Симов“.

## История
Хижата е построена през 1965 година. През декември 2005 година кандидатства по проект на програма „Форум“ и го спечелва. През февруари 2006 година е направена модернизация на сградата със средства от „Форум“, спонсорирана от ШАРС.
През 2010 г. е направен основен ремонт на хижата.

## Материална база
Хижа „Младост“ е масивна триетажна сграда с мансарда – капацитет 45 места в стаи с по 3, 4 и 5 легла. Разполага с туристическа кухня и столова, лавка, място за самостоятелно приготвяне на храна, собствено парно, битов кът с камина, Wi-Fi, билярд и тенис маса. Има паркинг. Районът е благоустроен със спортна площадка за волейбол и минифутбол, въжена градина с въжен тролей, зоокът и панорамен бинокъл. От хижата се открива красива панорама към Търговище и околностите..

## Маршрути
- 0.20 часа до хижа „Соколите“
- 0.40 часа до местността „Крумово кале“
- 1.00 часа до Ловния парк
- 2.00 часа до Пролазката пещера
- 11.00 часа до хижа „Тича“[3]

## Фотогалерия
- Изглед от асфалтовия път към хижата
- Изглед към хижата и спортната площадка
- Изглед към хижата и спортната площадка
- Хижа „Младост“ през зимата, януари 2011